# Antimonopolní úřad Slovenské republiky
Antimonopolní úřad Slovenské republiky (slovensky Protimonopolný úrad Slovenskej republiky, zkráceně PMÚ SR) je ústřední orgán státní správy Slovenské republiky na ochranu a podporu hospodářské soutěže. Zasahuje například v případě kartelů nebo zneužívání dominantního postavení na trhu.
V jeho čele je předseda, kterého jmenuje a odvolává prezident Slovenské republiky na návrh vlády na funkční období pěti let.
Současným předsedou je od listopadu 2011 Tibor Menyhart.